# Conservatório Regional do Algarve

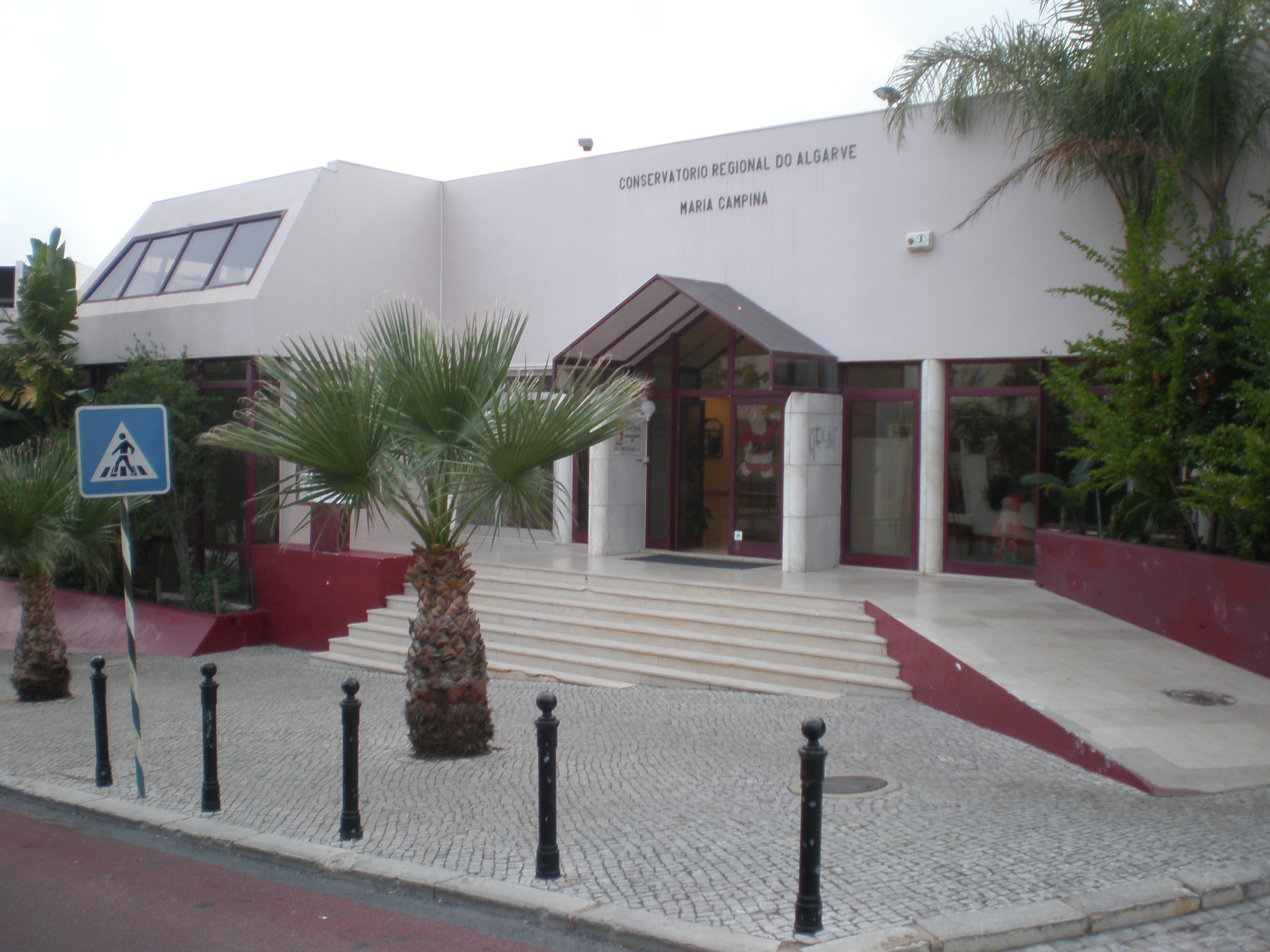
Conservatório Regional do Algarve

O Conservatório Regional do Algarve Maria Campina é uma escola de música localizada em Faro. Foi fundada pela pianista Maria Campina e seu marido Pedro Ruivo em 1973.

Funcionando inicialmente no Teatro Lethes, em Faro, tem, desde 1992, um edifício próprio com salas de aulas e uma sala de espectáculos, o Auditório Pedro Ruivo. 
No mesmo edifício funciona ainda a Fundação Pedro Ruivo, a ACTA (A Companhia de Teatro do Algarve) e o Grupo Coral Ossónoba.

Entre os seus mais conhecidos antigos alunos (e colaboradores) estão os cantores Carlos Guilherme e Ana Ester Neves.
Recebeu a Medalha de Mérito Cultural em 1988.
O mais antigo Consort de Flautas de bisel de Portugal, é composto por alunos do conservatório.

## Ligação externa
- Conservatório Regional do Algarve Maria Campina